# Çayırova
Çayırova ist ein Landkreis der türkischen Provinz Kocaeli und gleichzeitig ein Bezirk der Büyükşehir belediyesi (Großstadtkommune) Kocaeli. Der Ort liegt etwa 50 Kilometer westlich der Provinzhauptstadt İzmit.
Der Landkreis liegt im Westen der Provinz. Er grenzt im Osten an Gebze, im Süden an Darıca und im Westen an die Provinz Istanbul. Er wird im Norden begrenzt durch die Europastraße 80 und im Süden durch die Fernstraße D-100. Er ist komplett städtisch bebaut, die Fläche der Belediye entspricht seit der Verwaltungsreform ab 2013 vollständig der des Landkreises. Der Kreis ist der zweitkleinste der Provinz, hat aber mit 6.099 Einw. pro km² die zweithöchste Bevölkerungsdichte, mehr als das Zehnfache des Provinzwertes.
Durch Çayırova führt die Strecke der Anatolischen Eisenbahn von Istanbul-Haydarpaşa nach Ankara.
Der Kreis Çayırova wurde 2008 durch die Vereinigung der beiden aus dem Kreis Gebze abgetrennten Stadtgemeinden Şekerpınar und Çayırova formiert.
Er gliedert sich in neun Mahalle (Stadtviertel/Ortsteile), die im Durchschnitt von 15.586 Einwohnern bewohnt werden. Die meisten Menschen leben im Özgürlük Mah. (32.383), gefolgt von Akse Mah. (21.185) und Yeni Mah. (20.404 Einw.). Ein Muhtar ist der oberste Beamte in jedem der Mahalle.
Zur 14. und letzten Volkszählung (22. Oktober 2000) konnte die Stadt noch auf eine Einwohnerzahl von 22.964 verweisen. Sie ist bis heute auf das Sechsfache von damals angewachsen.
| Jahr  | 2007    | 2008    | 2009    | 2010    | 2011    | 2012    | 2013    | 2014    | 2015    | 2016    | 2017    | 2018    | 2019    | 2020    |
| ----- | ------- | ------- | ------- | ------- | ------- | ------- | ------- | ------- | ------- | ------- | ------- | ------- | ------- | ------- |
| Einw. | 036.741 | 078.430 | 082.494 | 088.523 | 093.640 | 098.367 | 103.536 | 109.698 | 117.230 | 122.460 | 128.135 | 129.655 | 134.146 | 140.274 |